# José Manuel Mateo Azcona
José Manuel Mateo Azcona (Pamplona, 23 de gener de 1975) és un futbolista navarrès, que ocupa la posició de defensa.

## Trajectòria
Producte de Tajonar, la pedrera del CA Osasuna, Mateo passa pels diferents equips fins a debutar a Segona Divisió a la campanya 96/97, en la qual ja disputa 15 partits i marca un gol. Seria un dels jugadors clàssics de l'Osasuna a finals dels 90 i principis del 2000, tant a Segona com a primera divisió després. Però, no va assolir una titularitat estable, i alternava l'onze inicial amb la suplència.
La temporada 04/05 fitxa pel Reial Valladolid, amb qui juga 38 partits i marca dos gols, i a l'any següent, s'incorpora al Recreativo de Huelva, on repeteix titularitat i assoleix l'ascens a la màxima categoria. Però, no continua a Andalusia i marxa al Deportivo Alavés. Al conjunt basc la seua aportació ha estat de més a menys, fins a jugar només 12 partits la temporada 08/09, en la qual es consumaria el descens a Segona B. En total, el defensa compta amb 321 partits entre Primera i Segona Divisió.